# 赤い殺意
『赤い殺意』（あかいさつい）は、藤原審爾の小説作品、およびそれを原作とした映画・テレビドラマ化作品である。古い因習の残る地方郊外を舞台に、ある主婦が、強盗にやって来た男と出会い、やがて逢瀬を重ねながら葛藤する姿を描く。

## 小説
1959年5月から9月まで光文社の週刊誌『女性自身』に連載され、同年に同社から単行本が出版された。
書誌
- 光文社 1959年
- 角川書店（角川小説新書） 1964年
- 講談社（ロマン・ブックス） 1968年
- 双葉社『赤い殺意・女の性の精』 1975年
- 集英社文庫 1978年
- 講談社文庫コレクション・大衆文学館『赤い殺意・罪な女』1997年

## 映画
1964年6月28日公開。製作・配給：日活。監督：今村昌平。主演：春川ますみ。

### あらすじ（映画）
仙台市で暮らす高橋貞子は、11月のある日出張に行く夫・吏一を駅まで見送りに行く。帰宅した貞子はその夜一人で寝ていると突然強盗に押し入られるが金目のものがなく、怒った彼に紐で身体を縛られて凌辱される。傷心する貞子だが、出張から帰宅した吏一には強盗犯のことは何も言わず、辛さを押し殺して表向き以前通りの生活を続ける。
しかしある日、雨のため外の洗濯物を取り込んで屋内に戻った貞子の前に、先日の強盗犯・平岡が現れる。逃げようとする貞子に馬乗りになった平岡は先日の行為を口止めしながらも、「お前を好きになった」と告白する。平岡に押し倒された貞子は抵抗虚しく再び無理やり体の関係を持たされる。平岡が去った後、貞子は吏一に平岡に襲われたことを打ち明けるかどうか悩むが、家庭崩壊を恐れて何も言えない。
2月、体調に異変を感じた貞子が病院で診察してもらうと、妊娠3か月であることが判明する。諸用で駅に向かった貞子の前に平岡が現れ、彼女の妊娠を知った彼は「俺の子を妊娠したんだろ？」と信じて疑わない。貞子に続いて列車に乗り込んだ平岡は、「この列車は東京まで行く。このまま一緒に東京で暮らそう」と言い出す。
その話を拒否する貞子は平岡から列車の外に押し出されそうになり、必死に抵抗すると突然、彼がその場に倒れ込む。実は平岡は心臓病を抱えており、苦しむ様子を見た貞子はつい彼の治療薬を取り出して発作を止めてあげる。次の駅で途中下車した貞子は、とある部屋で平岡から持病について会話をするが、直後に彼の欲望に負けてまた男女の関係を持ってしまう。
後日つわりにより貞子の妊娠を知った吏一は喜ぶが、貞子は「平岡の子かもしれない」と心に暗い影を落とす。夫婦関係を壊したくない貞子は平岡に会い、数万円の手切れ金を渡して「もう私の前に現れないで」と告げる。しかし平岡から不幸な生い立ちや自身への愛を語られた貞子は情が湧き、「これで最後」と自分に言い聞かせて自らの意思で身体を重ねる。
寒い中吏一が1週間の出張に行くことになり、夜に平岡との悪夢を見た貞子は家庭を守るため、平岡への殺意が湧き上がる。農薬入りのお茶を水筒に入れた貞子は、駅で待ち合わせした平岡と列車に乗って旅行に行く。しかし雪のせいで列車は途中の駅で止まってしまい、急遽貞子は平岡を連れて山の上の温泉宿に徒歩で向かう。持病がある平岡が歩き疲れたためトンネルで休憩し、貞子はお茶を入れた水筒のコップを彼に渡す。
その後帰宅して貞子が日常を取り戻した頃、吏一が出張から帰ってくる。しかし吏一は、知人から“あなたの出張中に、駅で貞子が見知らぬ男と列車に乗り込むのを見た”との話を聞いていた。吏一から問いただされた貞子は、「あなたに浮気を疑われて傷ついたからどこか遠くへ行こうと思ったの。駅でたまたま出会った男性が東京に帰るって言うから一緒に列車に乗ったけど、雪で列車が止まったから私だけ帰ってきた」と証言する。夫からの疑いが晴れた貞子が隣の部屋で内職を始めた後、吏一の耳に一瞬、妻が不気味に笑ったように聞こえた。

### キャスト（映画）
高橋貞子
演 - 春川ますみ
先代のとある路線の沿線にある賃貸の一軒家で夫・吏一と息子・まさると3人で暮らしている。吏一と姑・忠江から女中扱いをされたり、小言を言われても素直に従って健気に対応している。普段は家事の合間に編み物の内職をしたり、吏一から言われて、家計簿を付けている。若い頃にカフェーの女給をしていた女性と、ある男性の子供として生まれた。家庭の事情により、子供の頃から結婚前まで高橋家の本家で暮らしており、忠江とはお互いのことをよく知っている。祖母・まつは、自身が生まれる前に既に故人だったため、よく知らない。実は、忠江から結婚の許しを得ていないため未入籍で、吏一とは事実婚状態。
高橋吏一
演 - 西村晃
図書館で司書として働いている。図書館では仕事ができて信頼されており、作中では図書館の代表として東京大学や京都大学に数日間出張する。その後図書館の主任に昇進する。貞子には日常的に命令口調で話しているが、妻のために電気掃除機を買ってあげることもある。一見すると生真面目で堅物なようだが、貞子との夫婦の営みは積極的な他、仕事帰りに愛人・増田義子のアパートで過ごすなどしている。倹約家で、貞子がつけた家計簿を見て電気代などが高いと妻に小言を言う。呼吸器系に持病があり、時々咳をしたり自宅で喉に蒸気をあてる加湿器のようなものを使っている。ある時義子が、貞子が見知らぬ男（平岡）と話しているのを目撃した話を聞き、妻の浮気を疑い始める。
平岡
演 - 露口茂
ある夜強盗目的で侵入先を決めるため駅前に立っていたところ、偶然目にした貞子に狙いをつける。貞子の自宅に金目のものがなかったため、腹いせに彼女を凌辱するがこれをきっかけに彼女に好意を抱き始める。彼女に告白した後、時々貞子の前に現れては脅したり、時には同情を買うような態度で彼女の気を引こうとする。
普段は、ストリップ劇場で楽士のドラマーとして働いている。心臓に持病を抱えており、時々発作が起きるためアンプルに入れた注射剤で自ら処置している。幼い頃に父を戦争で亡くした後、母親がパン助をして育てられた。数年前に東京にいた頃はトランペット吹きだったが、心臓病で吹けなくなってドラマーに転身し、8年前に仙台に引っ越してきた。
増田義子（吏一の愛人）
演 - 楠侑子
吏一と同じ図書館の職員。物語の前半で「図書館でゴタゴタが起きた」と吏一に伝えるため高橋家に訪れ、貞子と初対面する。東京大学への出張から帰った吏一に、「（彼の職場のライバルである）まきさんが、次期主任になるかもしれない」と伝える。普段は図書館で仕事をしながら、時々書庫の奥でこっそり吏一と私用の話をしたり、キスをするなどしている。吏一とは10年間交際しており（貞子の結婚前から交際している）、彼の子を妊娠したが彼のことを考えて堕ろした過去がある。吏一の妻気取りで、ある日彼に「まさるちゃんを自分の子供のつもりで育ててみたいの」と伝える。ある日デパートで貞子が見知らぬ男（平岡）と会ったのとを見て、吏一に「奥さんが浮気してる」と告げる。しかし吏一から、「貞子への嫉妬による嘘」と疑われたため、証拠写真を撮るべく冬に旅行に行く彼女たちを尾行する。
高橋忠江（吏一の母）
演 - 赤木蘭子
高屋敷という町にある高橋家の本家で暮らしている。まさるを可愛がっているが、貞子に対しては嫁姑という関係に加え、彼女に「学問がないから、吏一が周りから引け目を感じている」との理由から厳しく接している。息子家族が住む家の家賃やまさるの教育のことを考え、吏一たちとの同居を望んでいる。ある時バラの駆虫剤として、ボルドーを貞子の自宅に持ってくる。清三の通夜の日に、貞子に女性の一人として本音を吐露する。
高橋きぬ（本家の使用人）
演 - 北林谷栄
高橋家の本家で働く。噂好きで、近所に住む同年代の女性たち数人と集まってこそこそ地元住民の噂話をしている。高橋の本家に跡取りがいないのは、「まつの祟り」と思っている。ある日貞子に、「（彼女の祖母である）まつの50回忌に墓参りをすべき」と忠告する。
高橋清一郎（吏一の長兄）
演 - 北村和夫
清三の通夜の日に高橋家の本家に訪れる。吏一に「これから母（忠江）の面倒を誰が見るか、清三の遺産である本宅や田んぼをどうするか」を話し合う。
田丸和幸
演 - 小沢昭一
高橋家の親族または本家の近所の人。若い頃から貞子を異性として興味を持っており、彼女が高橋家の本家に住んでいた頃に夜這いをしようと外から声をかけ、忠江に追い返されたことがある。清三の通夜の日に久しぶりに貞子と再会して会話する。
宮田源次（貞子の伯父）
演 - 宮口精二
高橋清三（吏一の父）
演 - 加藤嘉
高橋家の本家で暮らしている。高齢ということもあって声は出せるが、会話が上手くできない状態。入れ歯をしている。2月頃に亡くなる。
新田（にった）
演 - 近藤宏
吏一と同じ図書館で働く。
狩原久子
演 - 北原文枝
貞子と親しくしており、彼女の相談事に乗るなどしている。ある時街で吏一と義子が親しげにしているのを偶然目撃し、帰宅後に貞子に彼の浮気に気をつけるよう助言する。後日、忠江から同居を望まれている貞子に「本家で暮らさない方がいい」と助言する。また、戸籍上まさるが“忠江の子”となっていると聞き、「戸籍変更のために裁判を起こすべき」と知人弁護士を紹介する。
ストリップ劇場楽士（ベレー）
演 - 殿山泰司
平岡の職場の同僚。
質屋の旦那
演 - 加原武門
田村英二
演 - 糸賀靖雄
渡辺主任
演 - 山之辺潤一
吏一と同じ図書館で働く。吏一とは親戚にあたる。
高屋敷町役場の戸籍係
演 - 久松洪介
貞子から、戸籍上のまさると吏一それぞれの続柄、及びまさるを自分の子として戸籍を変えられないかということを尋ねられる。
ストリップ劇場楽士（ギター）
演 - 井東柳晴
平岡の職場の同僚。
近所の人D
演 - 重盛輝江
温泉の女将
演 - 三船好重
小駅の案内係
演 - 榎木兵衛
冬に貞子と平岡が乗る列車が吹雪になった影響で途中の駅で停車し、代替バスも動かないことを乗客たちに伝える。
近所の人A
演 - 青木富夫
通夜の客
演 - 鈴村益代
高橋波江（吏一の妹）
演 - 橘田良江
既に高橋家を出て、よその家に嫁いでいる。清三の通夜の日に、清一郎から清三の遺産の分配について話を聞く。
小使ばあさん
演 - 漆沢政子
近所の人B
演 - 高山千草
近所の人E
演 - 澄田浩介
近所の人C
演 - 土田義雄
近所の人F
演 - 山川朔太郎
まさる
貞子と吏一の長男。年は、小学校1年生ぐらい。いたずらっ子で時々母親を「貞子」と呼んだり、自宅のふすまに落書きをしたり、祖父・清三の入れ歯を外すなどしている。自宅で2匹のハツカネズミを飼っている。貞子によると、「吏一とまさるは身体が弱い」とのこと。教育熱心な忠江からは、勉強を頑張るよう言われている。「将来本家の跡取りにしたい」という忠江の考えにより、戸籍上は「忠江と清三の子で、三男（吏一の弟）」ということになっている。
相澤まつ
貞子の祖母にあたる。故人で、20代で亡くなっている。作中の4月20日で自身の50回忌を迎える。生前は「貞子と生き写しだった」とされる。吏一の祖父の妾で娘（後の貞子の母）を産んだが、高橋の本家の者に娘を取り上げられたことを苦に首吊り自殺した。

### スタッフ（映画）
- 監督：今村昌平
- 企画：高木雅行、友田二郎
- 原作：藤原審爾
- 脚本：長谷部慶次、今村昌平
- 撮影：姫田真佐久
- 照明：岩木保夫
- 録音：神保小四郎
- 美術：中村公彦
- 音楽：黛敏郎
- 編集：丹治睦夫
- 助監督：遠藤三郎
- スチール：斎藤耕一（クレジットなし）[1]
- 協賛：不二式編物機、不二産興株式会社
- 振付：漆沢政子
- 方言指導：小梨勝彬、結城良熙

### 評価（映画）
- 映画監督の恩地日出夫は自ら司会を務めたテレビ番組『独占!おとなの時間』のなかで、この映画こそベスト・ワンである旨を述べた[信頼性要検証]。